# Benjamin Cremaschi
Benjamin Cremaschi (Miami, 2 marzo 2005) è un calciatore statunitense, centrocampista dell'Inter Miami, della nazionale Under-20 statunitense e della nazionale statunitense.

## Carriera

### Club
Cremaschi ha iniziato la sua carriera con il Key Biscayne all'età di 6 anni, ed a 14 anni si è trasferito alla Weston Academy. Nel 2021 è entrato a far parte delle giovanili dell'Inter Miami, con cui l'anno successivo ha debuttato in MLS Next Pro.
Il 28 novembre 2022 ha firmato il suo primo contratto professionistico con il club della Florida, di durata triennale. Ha debuttato il 25 febbraio 2023 in un incontro vinto 2-0 contro il Montréal Impact.

### Nazionale
Nato negli Stati Uniti, ha origini argentine che lo rendono convocabile da entrambe le nazionali.
Nel 2022 è stato convocato dagli Stati Uniti Under-19. e nell'ottobre dello stesso anno ha partecipato a uno stage con l'Under-20.
il 7 dicembre 2022 è stato convocato dall'Argentina Under-20 per uno stage in preparazione del Mondiale Under-20.
Il 30 agosto 2023 ha ricevuto la prima convocazione con la Nazionale statunitense. Ha esordito il 13 settembre entrando in campo nella ripresa dell'amichevole contro l'Oman.

## Statistiche

### Presenze e reti nei club
Statistiche aggiornate al 13 aprile 2025.
| Stagione              | Squadra               | Campionato            | Campionato | Campionato | Coppe nazionali | Coppe nazionali | Coppe nazionali | Coppe continentali | Coppe continentali | Coppe continentali | Altre coppe | Altre coppe | Altre coppe | Totale | Totale | Totale |
| Stagione              | Squadra               | Comp                  | Pres       | Reti       | Comp            | Pres            | Reti            | Comp               | Pres               | Reti               | Comp        | Pres        | Reti        | Pres   | Reti   |        |
| --------------------- | --------------------- | --------------------- | ---------- | ---------- | --------------- | --------------- | --------------- | ------------------ | ------------------ | ------------------ | ----------- | ----------- | ----------- | ------ | ------ | ------ |
| 2022                  | Inter Miami II        | MNP                   | 13         | 5          | -               | -               | -               | -                  | -                  | -                  | -           | -           | -           | 13     | 5      |        |
| 2023                  | Inter Miami II        | MNP                   | 4          | 0          | -               | -               | -               | -                  | -                  | -                  | -           | -           | -           | 4      | 0      |        |
| 2024                  | Inter Miami II        | MNP                   | 2          | 0          | -               | -               | -               | -                  | -                  | -                  | -           | -           | -           | 2      | 0      |        |
| Totale Inter Miami II | Totale Inter Miami II | Totale Inter Miami II | 19         | 5          |                 | -               | -               |                    | -                  | -                  |             | -           | -           | 19     | 5      |        |
| 2023                  | Inter Miami           | MLS                   | 28         | 2          | USOC            | 6               | 0               | -                  | -                  | -                  | LC          | 7           | 1           | 41     | 3      |        |
| 2024                  | Inter Miami           | MLS                   | 22+3       | 4          | -               | -               | -               | CCC                | 0                  | 0                  | LC          | 2           | 0           | 27     | 4      |        |
| 2025                  | Inter Miami           | MLS                   | 7          | 1          | -               | -               | -               | CCC                | 6                  | 0                  | LC+Cmc      | -           | -           | 13     | 1      |        |
| Totale Inter Miami    | Totale Inter Miami    | Totale Inter Miami    | 57+3       | 7          |                 | 6               | 0               |                    | 6                  | 0                  |             | 9           | 1           | 81     | 8      |        |
| Totale carriera       | Totale carriera       | Totale carriera       | 79         | 12         |                 | 6               | 0               |                    | 6                  | 0                  |             | 9           | 1           | 100    | 13     |        |

### Cronologia presenze e reti in nazionale
| Cronologia completa delle presenze e delle reti in nazionale ― Stati Uniti | Cronologia completa delle presenze e delle reti in nazionale ― Stati Uniti | Cronologia completa delle presenze e delle reti in nazionale ― Stati Uniti | Cronologia completa delle presenze e delle reti in nazionale ― Stati Uniti | Cronologia completa delle presenze e delle reti in nazionale ― Stati Uniti | Cronologia completa delle presenze e delle reti in nazionale ― Stati Uniti | Cronologia completa delle presenze e delle reti in nazionale ― Stati Uniti | Cronologia completa delle presenze e delle reti in nazionale ― Stati Uniti |
| Data                                                                       | Città                                                                      | In casa                                                                    | Risultato                                                                  | Ospiti                                                                     | Competizione                                                               | Reti                                                                       | Note                                                                       |
| -------------------------------------------------------------------------- | -------------------------------------------------------------------------- | -------------------------------------------------------------------------- | -------------------------------------------------------------------------- | -------------------------------------------------------------------------- | -------------------------------------------------------------------------- | -------------------------------------------------------------------------- | -------------------------------------------------------------------------- |
| 13-9-2023                                                                  | Saint Paul                                                                 | Stati Uniti                                                                | 4 – 0                                                                      | Oman                                                                       | Amichevole                                                                 | -                                                                          | 71’                                                                        |
| 18-1-2025                                                                  | Fort Lauderdale                                                            | Stati Uniti                                                                | 3 – 1                                                                      | Venezuela                                                                  | Amichevole                                                                 | -                                                                          | 18’ 65’                                                                    |
| 23-1-2025                                                                  | Orlando                                                                    | Stati Uniti                                                                | 3 – 0                                                                      | Costa Rica                                                                 | Amichevole                                                                 | -                                                                          | 46’                                                                        |
| Totale                                                                     |                                                                            | Presenze                                                                   | 3                                                                          |                                                                            | Reti                                                                       | 0                                                                          |                                                                            |

## Palmarès

### Club

#### Competizioni nazionali
- MLS Supporters' Shield: 1

Inter Miami: 2024

#### Competizioni internazionali
- Leagues Cup: 1

Inter Miami: 2023